# Philosophy of the World
Philosophy of the World (с англ. — «Философия мира») ― единственный студийный альбом американской группы The Shaggs. Данный альбом был назван одним из худших в истории, но затем стал очень популярным и многими любимым.

## История
Группа The Shaggs, состоящая из четырёх сестёр Уиггин: Дороти, Бетти, Хелен и Рейчел (которая иногда помогала первым трём), начала заниматься музыкой только благодаря отцу, Остину Уиггину, который узнал в предсказании своей матери, что его дочери станут успешной рок-группой. Именно на его деньги и был выпущен альбом.
Альбом был записан в 1968 году в студии Fleetwood в Массачусетсе и был выпущен 15 июня 1969 года тиражом всего в 1000 экземпляров. Однако, по слухам, была распродана лишь сотня экземпляров, остальные 900 были уничтожены лейблом. После этого уцелевшие пластинки переходили из рук в руки коллекционеров, и о группе забыли. После смерти Остина Уиггина в 1975 году группа распалась.
Тем не менее Philosophy of the World много раз переиздавался. В 2017 году бывшие участницы группы, Дороти и Бетти, участвовали в фестивале Solid Sound, где исполнили композиции из данного альбома.

## Восприятие
| Оценки критиков | Оценки критиков |
| Источник        | Оценка          |
| --------------- | --------------- |
| AllMusic        | [ 8 ]           |
| Popmatters      | [ 3 ]           |
| Pitchfork       | [ 2 ]           |

Критики отмечали, что музыка в альбоме нескладная, тексты песен наивные, а сами мелодии звучат несуразно и глупо. Однако, по словам некоторых рецензентов, именно плохая игра The Shaggs делает их музыку «очаровательной».
Многие известные музыканты положительно отозвались о записи. Например, Фрэнк Заппа назвал группу своей любимой и «даже лучше, чем The Beatles». А Курт Кобейн, лидер рок-группы Nirvana, поместил Philosophy of the World на пятое место в списке своих любимых альбомов.
Журнал Blender включил Philosophy of the World в список 100 лучших инди-рок-альбомов. Запись заняла последнее место.

## Список композиций
| №                   | Название                        | Длительность |
| ------------------- | ------------------------------- | ------------ |
| 1.                  | «Philosophy of the World»       | 2:56         |
| 2.                  | «That Little Sports Car»        | 2:06         |
| 3.                  | «Who Are Parents?»              | 2:58         |
| 4.                  | «My Pal Foot Foot»              | 2:31         |
| 5.                  | «My Companion»                  | 2:04         |
| 6.                  | «I'm So Happy When You're Near» | 2:12         |
| Общая длительность: | Общая длительность:             | 14:47        |

| №                   | Название            | Длительность |
| ------------------- | ------------------- | ------------ |
| 1.                  | «Things I Wonder»   | 2:12         |
| 2.                  | «Sweet Thing»       | 2:57         |
| 3.                  | «It's Halloween»    | 2:22         |
| 4.                  | «Why Do I Feel?»    | 3:57         |
| 5.                  | «What Should I Do?» | 2:18         |
| 6.                  | «We Have a Savior»  | 3:06         |
| Общая длительность: | Общая длительность: | 16:52        |